# IEEE 802.11ac-2013
IEEE 802.11ac는 높은 속도의 근거리 통신망(LAN)을 제공하기 위하여 개정된 802.11 무선 컴퓨터 네트워킹 표준 중의 하나이다.
5GHz 주파수에서 높은 대역폭(80MHz~160MHz)을 지원하고, 동일한 5GHz에서 802.11n과의 호환성을 위해 40MHz까지 대역폭을 지원한다. 2011년 1월 20일, IEEE 802.11 TGac (ac를 위한 Task Group)에 의해 초기 기술 사양 초안 0.1이 확정되었다. 표준의 마무리는 2012년 후기에, 최종 802.11 위원회의 승인은 2014년 1월에 완료되었다. 연구 자료에 따르면, 802.11ac 사양의 장치들은 2015년에 일반화되어 전 세계에 10억 개 이상 퍼져 나갈 것으로 기대된다.
이론적으로, 이 규격에 따르면 다중 단말의 무선랜 속도는 최소 1 Gbit/s, 최대 단일 링크 속도는 최소 500 Mbit/s까지 가능하게 된다. 이는 더 넓은 무선 주파수 대역폭(최대 160 MHz), 더 많은 MIMO 공간적 스트림(최대 8 개), 다중 사용자 MIMO, 그리고 높은 밀도의 변조(최대 256 QAM) 등 802.11n에서 받아들인 무선 인터페이스 개념을 확장하여 이루어진다.

## 새 기술
- 더 넓은 채널 대역폭
  - 80 MHz 와 160 MHz 채널 대역폭 (802.11n의 최대 40 MHz 와 비교)
    - 의무적 80 MHz, 선택적 160 MHz
- 더 많은 MIMO 공간적 스트림
  - 8개의 공간적 스트림까지 지원(802.11n의 4개와 비교)
- 다중 사용자 MIMO (MU-MIMO)
  - 각각 한개 또는 그 이상의 안테나를 가지고 있는 다중 단말이 동시에 독립적인 데이터 스트림을 송수신
    - “공간 분할 다중 접속” (SDMA): 스트림이 주파수에 의하여 구분되지 않고, 11n 형식의 MIMO와 유사하게 공간적으로 분석됨

  - 선택적 모드로서 하향 MU-MIMO(하나의 송신 장치, 다수의 수신 장치) 포함
- 변조
  - 256-QAM, 변조율 3/4 과 5/6이 선택적 동작 모드로 포함됨 (802.11n의 최대 64-QAM, 변조율 5/6 과 비교)
- 그밖의 요소 및 기능
  - 빔포밍을 위한 단일 측량 및 되먹임 형식 (802.11n의 다중 방식과 비교)
  - (위의 변화를 지원하기 위한) 매체 접근 제어(MAC) 계층 수정
  - 20/40/80/160 MHz 채널들, 11ac 과11a/n 장치들과의 공존을 위한 구조

## 새 시나리오와 설정
802.11ac에서 지원되는 단일-연결 과 다중-단말 기능의 향상은 몇가지 새로운 무선랜 사용 시나리오를 가능하게 하였다. 예를 들어 가정 내에서의 HD급 영상을 여러 사용자들에게 동시에 전송하거나, 대용량 데이터 파일의 빠른 동기화 및 백업, 무선 디스플레이, 대규모 캠퍼스/강당에서의 배치, 현장 시스템 자동화 등이 있다.

### 설정 예제
모든 속도는 256-QAM, 변조율 5/6를 가정함:
| 시나리오                                                                                     | 일반적 사용자 형태                              | PHY 연결 속도                                                                      | 총 용량     |
| -------------------------------------------------------------------------------------------- | ----------------------------------------------- | ---------------------------------------------------------------------------------- | ----------- |
| 1-안테나 AP, 1-안테나 단말, 80MHz                                                            | 핸드헬드                                        | 433 Mbit/s                                                                         | 433 Mbit/s  |
| 2-안테나 AP, 2-안테나 단말, 80MHz                                                            | 태블릿, 랩탑                                    | 867 Mbit/s                                                                         | 867 Mbit/s  |
| 1-안테나 AP, 1-안테나 단말, 160MHz                                                           | 핸드헬드                                        | 867 Mbit/s                                                                         | 867 Mbit/s  |
| 2-안테나 AP, 2-안테나 단말, 160MHz                                                           | 태블릿, 랩탑                                    | 1.73 Gbit/s                                                                        | 1.73 Gbit/s |
| 4-안테나 AP, 1-안테나 단말 4개, 160MHz (MU-MIMO)                                             | 핸드헬드                                        | 각 단말 당 867 Mbit/s                                                              | 3.47 Gbit/s |
| 8-안테나 AP, 160MHz (MU-MIMO) -- 4-안테나 단말 1개 -- 2-안테나 단말 1개 -- 1-안테나 단말 2개 | 디지털 TV, 셋탑박스, 태블릿, 랩탑, PC, 핸드헬드 | 4-안테나 단말 3.47 Gbit/s 2-안테나 단말 1.73 Gbit/s 각 1-안테나 단말 당 867 Mbit/s | 6.93 Gbit/s |
| 8-안테나 AP, 2-안테나 단말 4개, 160MHz (MU-MIMO)                                             | 디지털 TV, 태블릿, 랩탑, PC                     | 각 단말 당 1.73 Gbit/s                                                             | 6.93 Gbit/s |

## 데이터 속도
| 0 | BPSK    | 1/2 | 6.5  | 7.2  | 13.5  | 15  | 29.3  | 32.5  | 58.5  | 65    |
| 1 | QPSK    | 1/2 | 13   | 14.4 | 27    | 30  | 58.5  | 65    | 117   | 130   |
| 2 | QPSK    | 3/4 | 19.5 | 21.7 | 40.5  | 45  | 87.8  | 97.5  | 175.5 | 195   |
| 3 | 16-QAM  | 1/2 | 26   | 28.9 | 54    | 60  | 117   | 130   | 234   | 260   |
| 4 | 16-QAM  | 3/4 | 39   | 43.3 | 81    | 90  | 175.5 | 195   | 351   | 390   |
| 5 | 64-QAM  | 2/3 | 52   | 57.8 | 108   | 120 | 234   | 260   | 468   | 520   |
| 6 | 64-QAM  | 3/4 | 58.5 | 65   | 121.5 | 135 | 263.3 | 292.5 | 526.5 | 585   |
| 7 | 64-QAM  | 5/6 | 65   | 72.2 | 135   | 150 | 292.5 | 325   | 585   | 650   |
| 8 | 256-QAM | 3/4 | 78   | 86.7 | 162   | 180 | 351   | 390   | 702   | 780   |
| 9 | 256-QAM | 5/6 | N/A  | N/A  | 180   | 200 | 390   | 433.3 | 780   | 866.7 |

주: 2번째 스트림은 이론적으로 데이터 속도가 2배, 3번째는 3배로 늘어난다.

## 제품
Quantenna사는 2011년 11월 15일 세계 최초로 소매용 Wi-Fi 라우터와 가전 제품을 위한 802.11ac 칩셋을 발표하였다. Redpine Signals사는 2011년 12월 14일 최초로 스마트폰 애플리케이션 프로세서를 위한 저전력 802.11ac 기술을 발표하였다. 2012년 1월 5일, Broadcom사는 그들 최초의 802.11ac Wi-Fi 칩과 협력사를 발표하였다.

## 같이 보기
- IEEE 802.11ad

## 참조
1. 1 2  “Official IEEE 802.11 Working Group Project Timelines”. 2011년 11월 30일.
2. ↑  Wentink, Menzo. “TGac Meeting Minutes – Los Angeles, Jan 2011”. IEEE.
3. ↑  “Proposed TGac Draft Amendment”. IEEE. 2011년 1월 18일.
4. ↑  Shankland, Stephen (2011년 2월 8일). “Study: Expect a billion 802.11ac Wi-Fi devices in 2015”. 《Cnet》.
5. ↑  de Vegt, Rolf (2008년 11월 10일). “802.11ac Usage Models Document”.
6. ↑  “Quantenna Launches World's First 802.11ac Gigabit-Wireless Solution for Retail Wi-Fi Routers and Consumer Electronics”. 2011년 11월 17일에 원본 문서에서 보존된 문서. 2012년 1월 6일에 확인함.
7. ↑  “Redpine Signals Releases First Ultra Low Power 802.11ac Technology for Smartphone Application Processors”.
8. ↑  “Broadcom Launches First Gigabit Speed 802.11ac Chips - Opens 2012 CES with 5th Generation (5G) Wi-Fi Breakthrough”.